# Holiday (KSI)
Holiday è un singolo del rapper britannico KSI, pubblicato il 18 giugno 2021 come quarto estratto dal terzo album in studio All Over the Place.

## Descrizione
Rob Copsey della Official Charts Company, nel descrivere Holiday come una traccia folk, ne ha sottolineato la sua ambientazione «durante la luna di miele di una relazione».

## Video musicale
Il video musicale, diretto da Troy Roscoe, è stato reso disponibile su YouTube in concomitanza con l'uscita del singolo.

## Tracce
Testi e musiche di Olajide Olatunji, Jake Gosling, Nicholas Gale e William Vaughan.
1. Holiday – 3:13

## Successo commerciale
Il singolo ha debuttato 2º nella Official Singles Chart britannica con 46 786 unità di vendita, divenendo la settima top ten di KSI in madrepatria.

## Classifiche

### Classifiche settimanali
| Classifica (2021) | Posizione massima |
| ----------------- | ----------------- |
| Australia         | 24                |
| Canada            | 57                |
| Danimarca         | 33                |
| India             | 10                |
| Irlanda           | 2                 |
| Islanda           | 32                |
| Libano            | 12                |
| Lituania          | 87                |
| Norvegia          | 26                |
| Nuova Zelanda     | 16                |
| Regno Unito       | 2                 |
| Singapore         | 8                 |
| Svezia            | 97                |

### Classifiche di fine anno
| Classifica (2021) | Posizione |
| ----------------- | --------- |
| Regno Unito       | 57        |